# Arnaldo Balay
Arnaldo Balay (Avellaneda, 2 settembre 1928 – 28 settembre 2006) è stato un calciatore argentino, di ruolo difensore.

## Carriera

### Club
Ha sempre giocato nel campionato argentino.

### Nazionale
Con la maglia della Nazionale argentina ha totalizzato 3 presenze.
- Campeonato Sudamericano de Football: 1

Cile 1955